# Новозеландски кљунасти кит
Новозеландски кљунасти кит (лат. Mesoplodon bowdoini, рус. Новозеландский ремнезуб, енгл. Andrews' beaked whale) је сисар из инфрареда китова и породице Ziphiidae. 

## Распрострањење
Врста је присутна у Аргентини, Аустралији, Новом Зеланду и Уругвају.
ФАО рибарска подручја (енгл. FAO marine fishing areas) на којима је ова врста присутна су у југозападном Атлантику, источном Индијском океану и југозападном Пацифику.

## Станиште
Станиште врсте су морски екосистеми.

## Угроженост
Подаци о распрострањености ове врсте су недовољни.

### Популациони тренд
Популациони тренд је за ову врсту непознат.